# Walter Arnold (Künstler)

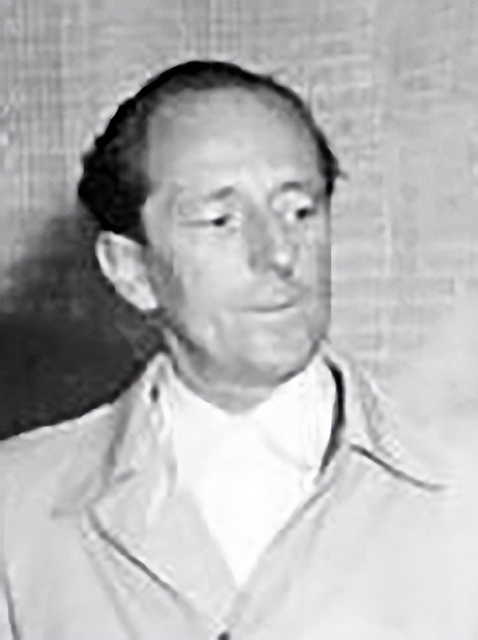
Walter Arnold (1953)

Walter Arnold (* 27. August 1909 in Leipzig; † 11. Juli 1979 in Dresden) war ein deutscher Bildhauer und Vorsitzender des Verbandes Bildender Künstler der DDR.

## Leben

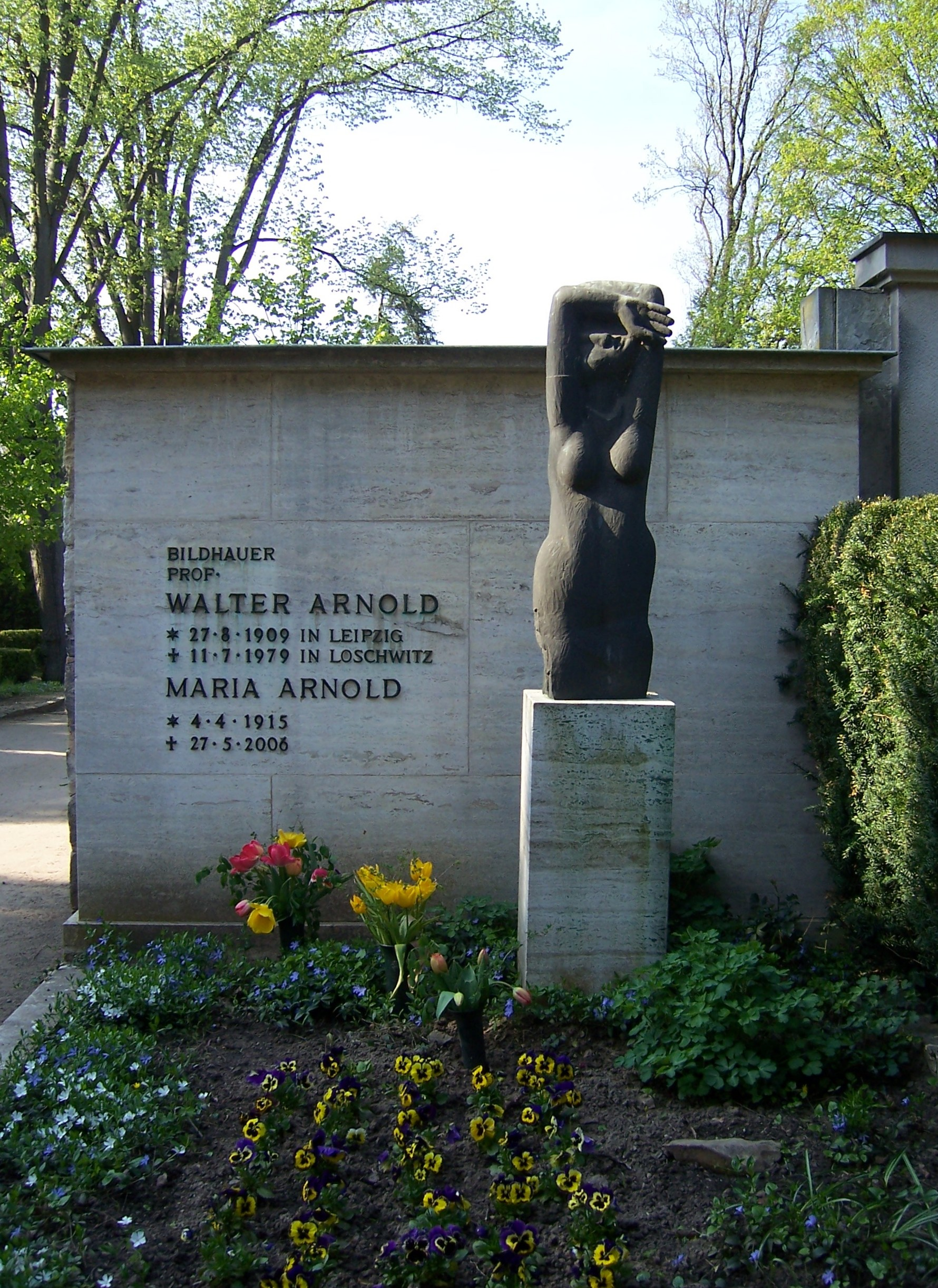
Grab Walter Arnolds auf dem Loschwitzer Friedhof (2009)

Walter Arnold war der Sohn eines Steinmetzen aus Leipzig. Er absolvierte 1924 bis 1928 eine Ausbildung als Holz- und Steinbildhauer. Bis 1932 studierte Arnold unter Alfred Thiele an der Leipziger Kunstgewerbeschule die Ausformung von Plastiken und Keramiken. Bis 1933 war er Assistent bei Thiele, danach freischaffender Bildhauer. Das Adressbuch verzeichnet ihn 1943 als Bildhauer in der Hainstraße 20–24.
In der Zeit des Nationalsozialismus war Arnold Mitglied der Reichskammer der bildenden Künste. Für diese Zeit ist seine Teilnahme an 11 großen Ausstellungen sicher belegt, darunter 1938 die Große Deutsche Kunstausstellung, wo er die Zementguss-Büste Mädchen mit Kopftuch zeigte.
In dieser Zeit sicherte er sein Einkommen vor allem durch Auftrags-Arbeiten für Grabmalfirmen oder bei Fassadensanierungen.
Arnold nahm ab etwa 1940 als Soldat der Wehrmacht am Zweiten Weltkrieg teil und kam in Kriegsgefangenschaft in ein Lager nach Bad Kreuznach.
Er ging nach der Entlassung nach Leipzig, nahm 1946 eine Tätigkeit als Lehrer an der Hochschule für Grafik und Buchkunst Leipzig auf und trat der SED bei. 1949 folgte er dem Ruf  an die Hochschule für Bildende Künste Dresden (HfBK), an der er bis 1970 als Professor tätig war. Danach war er erneut Professor an der Hochschule für Grafik und Buchkunst, und nach seiner Emeritierung 1974 betreute er an der HfBK noch eine Meisterklasse.
Er hatte in der Sowjetischen Besatzungszone und der DDR eine bedeutende Anzahl von Einzelausstellungen und war auf nahezu allen großen Ausstellungen vertreten, u. a. von 1949 bis 1983 auf allen Deutschen Kunstausstellungen bzw. Kunstausstellungen der DDR in Dresden.
Arnold war seit 1952 Mitglied der Deutschen Akademie der Künste. Von 1954 bis 1958 war er Kandidat und von 1958 bis 1961 Mitglied des Zentralkomitees der SED. Von 1958 bis 1964 war er Präsident des Verbandes Bildender Künstler.
Die Grabstätte Arnolds befindet sich auf dem Loschwitzer Friedhof. Die Grabplastik Es gibt kein fremdes Leid schuf Arnold selbst.

## Ehrungen (Auswahl)
- 1939: 1. und 2. Preis im Wettbewerb zum Richard-Wagner-Hain in Leipzig

- 1952 und 1959: Nationalpreis der DDR II. Klasse
- 1958: Literatur- und Kunstpreis der Stadt Weimar für das Ernst-Thälmann-Denkmal
- 1959: Kunstpreis der Stadt Leipzig für seine Mitarbeit beim Aufbau der Hochschule für Grafik und Buchkunst Leipzig
- 1959: Vaterländischer Verdienstorden in Silber
- 1961: Johannes-R.-Becher-Medaille in Gold
- 1962: Kunstpreis des FDGB
- 1969: Banner der Arbeit
- 1974: Karl-Marx-Orden
- 1974: Martin-Andersen-Nexö-Kunstpreis
- 1979: 2. Preis der Ausstellung Gegen den Krieg, Majdanek in Majdanek (mit der Plastik Geschlagene)

## Darstellung Arnolds in der bildenden Kunst (unvollständig)
- Bernhard Heisig: Prof. Arnold (Öl auf Leinwand, 77 × 58 cm, 1973)[4]

## Museen und öffentliche Sammlungen mit Werken Arnolds (unvollständig)
- Altenburg/Thür.: Lindenau-Museum
- Berlin: Alte Nationalgalerie[5]
- Berlin: Museum für Deutsche Geschichte
- Dresden: Skulpturensammlung[6]
- Dresden: Kupferstichkabinett[6]
- Dresden: Münzkabinett[6]
- Dresden: Sächsischer Kunstfonds[6]
- Gera: Otto-Dix-Haus
- Schwerin: Staatliches Museum

## Werke (Auswahl)

### Bronzeplastiken
- Wäscherin, 1947
- Bauarbeiter, 1947
- Tanzpause, 1947
- ein frühes Denkmal für Opfer des Faschismus auf dem Südfriedhof (Leipzig), 1949[1]
- Jugend – Baumeister der DDR, 1951: Ausgangspunkt für den ersten Nationalpreis der DDR an einen Künstler (verschollen)[7]
- Traktoristin, 1953
- Ernst-Thälmann-Denkmal in Weimar, 1958
- Schwimmerin, 1958
- Befreite Arbeit – schöneres Leben, 1961
- Ernst-Thälmann-Denkmal in Stralsund, 1962
- Bäuerin, Jahr unbekannt, von 1975 bis Frühjahr 2008 vor dem Agrarmuseum Wandlitz aufgestellt; nun eingelagert
- Clara-Zetkin-Denkmal in Leipzig, 1967 im Leipziger Johannapark (ehemals Clara-Zetkin-Park)[8]
- Bildhauerin, 1976, Hansaplatz in Frankfurt (Oder)[9]

### Holzplastiken
- Das Grauen 1934[1]
- Das Leid 1946: aus einer gespaltenen Bohle gearbeitet, erinnert an seine Kriegsgefangenschaft
- Vietnam klagt an, 1966
- Vorwärts und nicht vergessen – die Solidarität, 1967
- Venceremos, 1974
- Anette
- Es gibt kein fremdes Leid

### Porträtbüsten und -statuetten
- Felix Mendelssohn Bartholdy, 1947 im Leipziger Musikviertel[10]
- Carl Maria von Weber, 1952
- Ernst Thälmann, 1956[11]
- Karl Liebknecht und Rosa Luxemburg, 1957
- Otto Buchwitz, 1962
- Theodor Neubauer, um 1965 (heute auf dem Campus der Universität Erfurt)[12]

### Akte
- Inge, 1949
- Badende, 1961
- Aphrodite, 1971

Werke von Walter Arnold
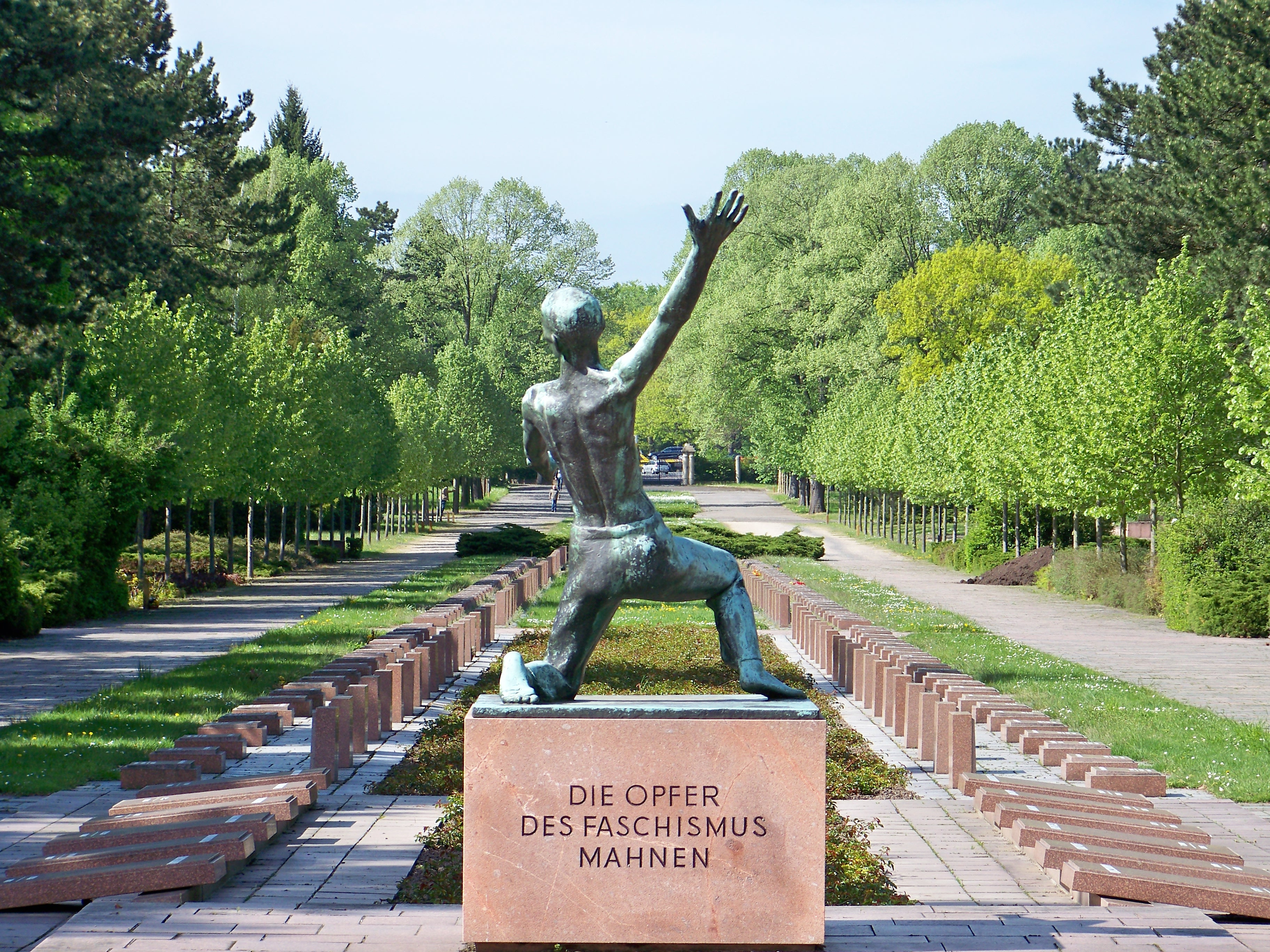
Mahnmal für die Opfer des Faschismus in Leipzig (2010)
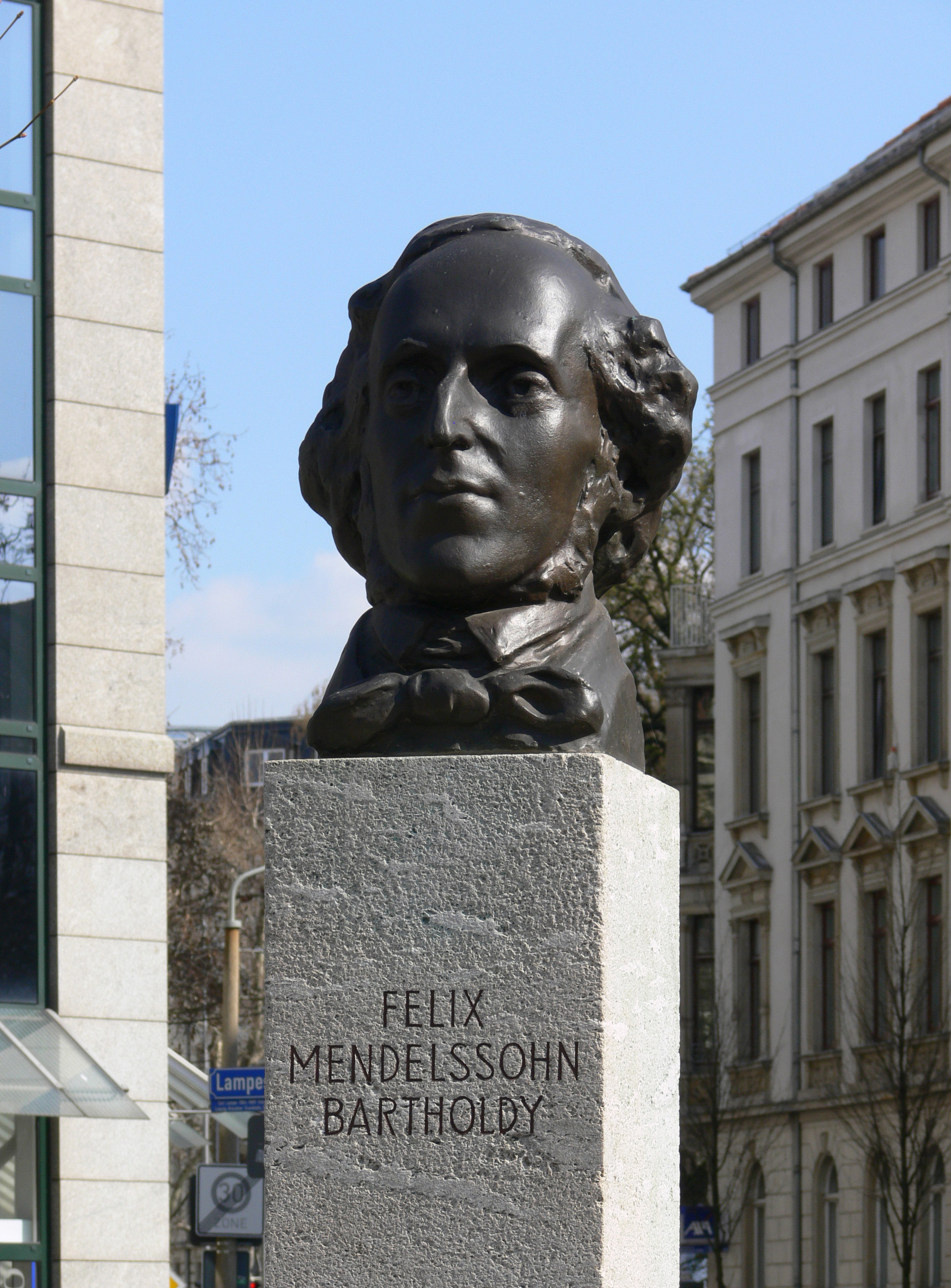
Mendelssohn-Büste am Leipziger Mendelssohn-Ufer (2010)
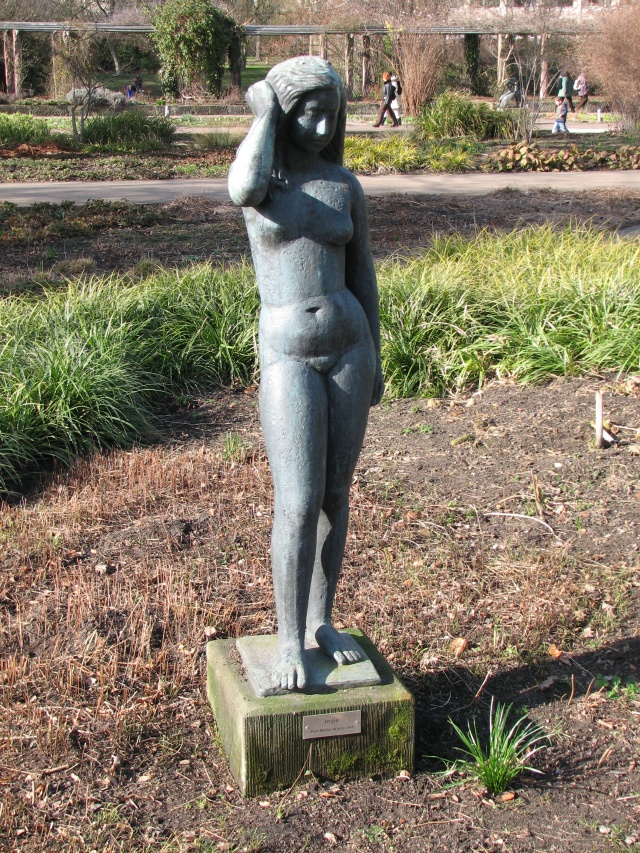
Inge auf der Freundschaftsinsel in Potsdam (2007)